# تپه پشتک نظر
تپه پشتک نظر در شهرستان شوشتر، روستای مهدی‌آباد واقع شده و این اثر در تاریخ ۵ آذر ۱۳۸۰ با شمارهٔ ثبت ۴۲۶۹ به‌عنوان یکی از آثار ملی ایران به ثبت رسیده است.